# 土曜映画招待席 (日本テレビ)
『土曜映画招待席』（どようえいがしょうたいせき）は、1971年10月2日から1972年3月25日まで日本テレビ系列局で放送されていた日本テレビ製作の映画番組である。その後も1972年4月6日から同年9月28日まで『木曜映画招待席』（もくようえいがしょうたいせき）と題して放送されていた。

## 概要
前身は、木曜20:00枠でプロ野球ナイター中継雨天中止時の雨傘番組として放送されていた『木曜映画劇場』で、それが同年秋の改編で土曜20:00枠へ移動・改題したのが本番組である。放送作品は木曜時代と同様に邦画の比率が高かった。
半年後、番組はかつての放送枠である木曜20:00枠へ移動・改題し、再びナイター中継の雨傘番組として放送されるようになったが、それから半年で番組は終了した。これ以後、日本テレビがゴールデンタイムに放送する映画番組は『水曜ロードショー』のみになり（後に金曜へ移動し、『金曜ロードショー』と改題）、木曜と土曜に放送されることはなくなった。

## 放送時間
いずれも日本標準時。
- 土曜 20:00 - 21:26 （土曜映画招待席）
- 木曜 20:00 - 21:26 （木曜映画招待席）